# Stugtjärnen (Voxna socken, Hälsingland, vid Hälltjärnsån)
Stugtjärnen är en sjö i Ovanåkers kommun i Hälsingland och ingår i Ljusnans huvudavrinningsområde.